# Lemps, Ardèche

Lemps este o comună în departamentul Ardèche din sud-estul Franței. În 1 ianuarie 2022 avea o populație de 798 de locuitori.